# Khosla Ventures

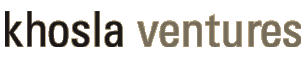
Logo

Khosla Ventures ist eine von Vinod Khosla gegründete amerikanische Risikokapitalgesellschaft, die sich auf Unternehmen in der Frühphase in den Bereichen Internet, Computer, Mobilfunk, Siliziumtechnologie, Biotechnologie, Gesundheitswesen und saubere Technologien konzentriert.
Die Firma hat ihren Sitz in Menlo Park, Kalifornien, und verwaltet das Kapital von Investoren sowie frühere, von Khosla finanzierte Fonds. Im September 2017 verwaltete Khosla Ventures ein Vermögen von etwa 5 Milliarden Dollar.

## Geschichte
Die Firma wurde 2004 von Vinod Khosla gegründet, einem ehemaligen Mitarbeiter des Startup-Investment-Unternehmens Kleiner Perkins. Die ersten beiden Investitionsvehikel der Firma wurden mit Khoslas privatem Kapital finanziert und standen institutionellen Anlegern nicht offen. Im März 2009 wurde Pierre Lamond Partner. Im Dezember 2009 schloss Khosla die Mittelbeschaffung für zwei neue Fonds ab, die in Cleantech- und Informationstechnologie-Startups investieren sollten.
Der Khosla Ventures Fund III sicherte 1 Milliarde Dollar an Investorengeldern für Investitionen in traditionelle Unternehmen in der Früh- und Wachstumsphase. Khosla beschaffte auch 300 Millionen Dollar für Khosla Seed, das in risikoreichere Unternehmen und wissenschaftliche Experimente investiert. Das Unternehmen hat in Bio-Raffinerien für Energie und Biokunststoffe, Solar-, Wind-, Batterie-, Motoren-, LED-, HVAC-Effizienz und andere umweltfreundliche Technologien investiert. Das Unternehmen konzentriert sich auf risikobasierte Technologie-Investitionen in sehr großen Märkten.

## Beteiligungen
Zu den von Khosla Ventures finanzierten Unternehmen gehören beispielsweise:  Academia.edu, Bloom Energy, Impossible Foods und Blockstream.
Im Oktober 2015 gehörte Khosla Ventures zu den fünf größten und aktivsten Investoren im Raumfahrtsektor, in den seit 2005 mehr als 10 Milliarden US-Dollar an privatem Kapital investiert wurden.